# Armin Mueller-Stahl

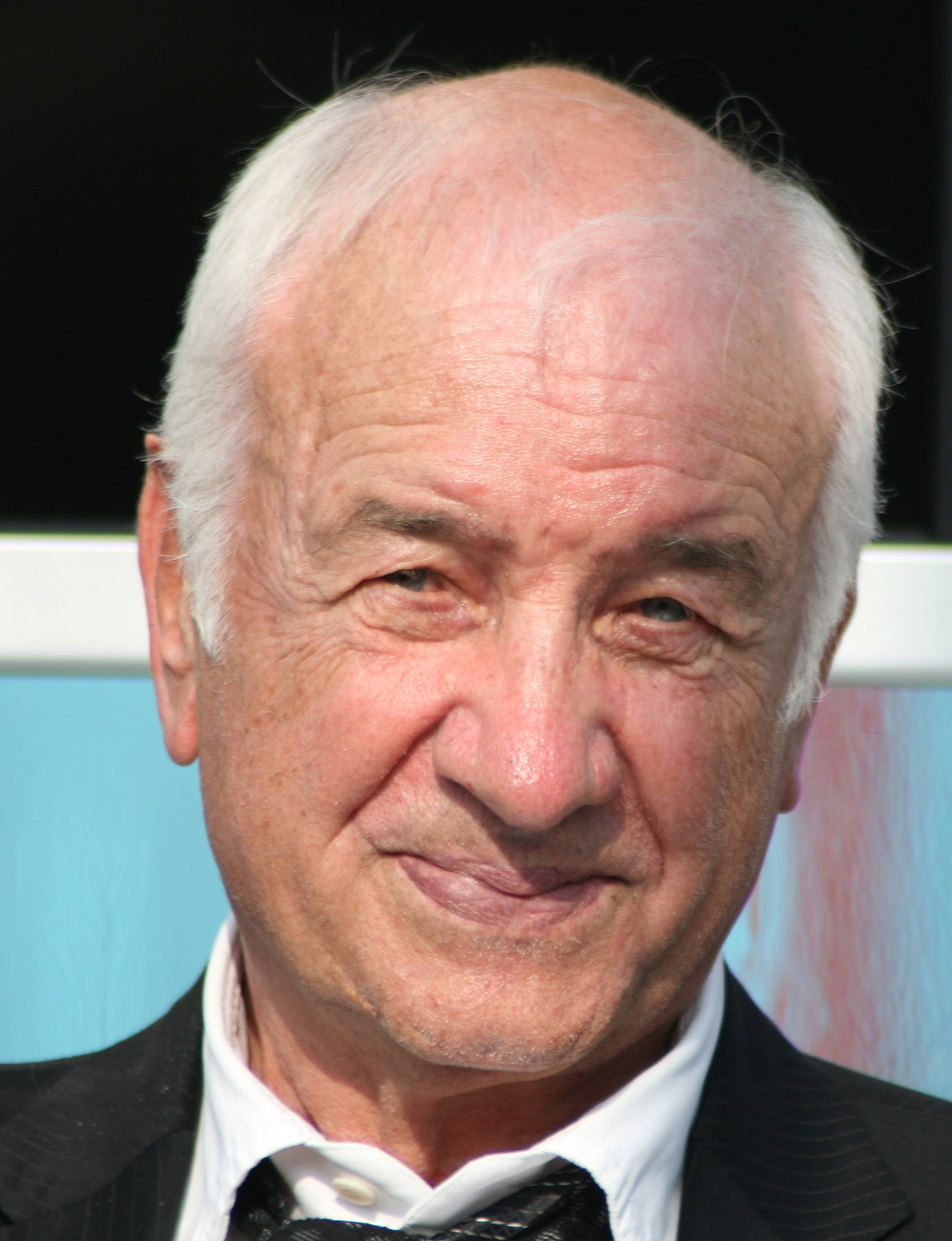
Armin Mueller-Stahl
Frankfurter Buchmesse 2007

Armin Mueller-Stahl (* 17. Dezember 1930 in Tilsit, Ostpreußen) ist ein deutscher Schauspieler, Musiker, Maler und Schriftsteller. Als einzigem deutschem Filmschauspieler wurde ihm in beiden deutschen Staaten und in Hollywoods Filmindustrie große Anerkennung zuteil. Für seine Rolle in Shine – Der Weg ins Licht wurde er 1997 für den Oscar als bester Nebendarsteller nominiert.

## Leben

### Kindheit

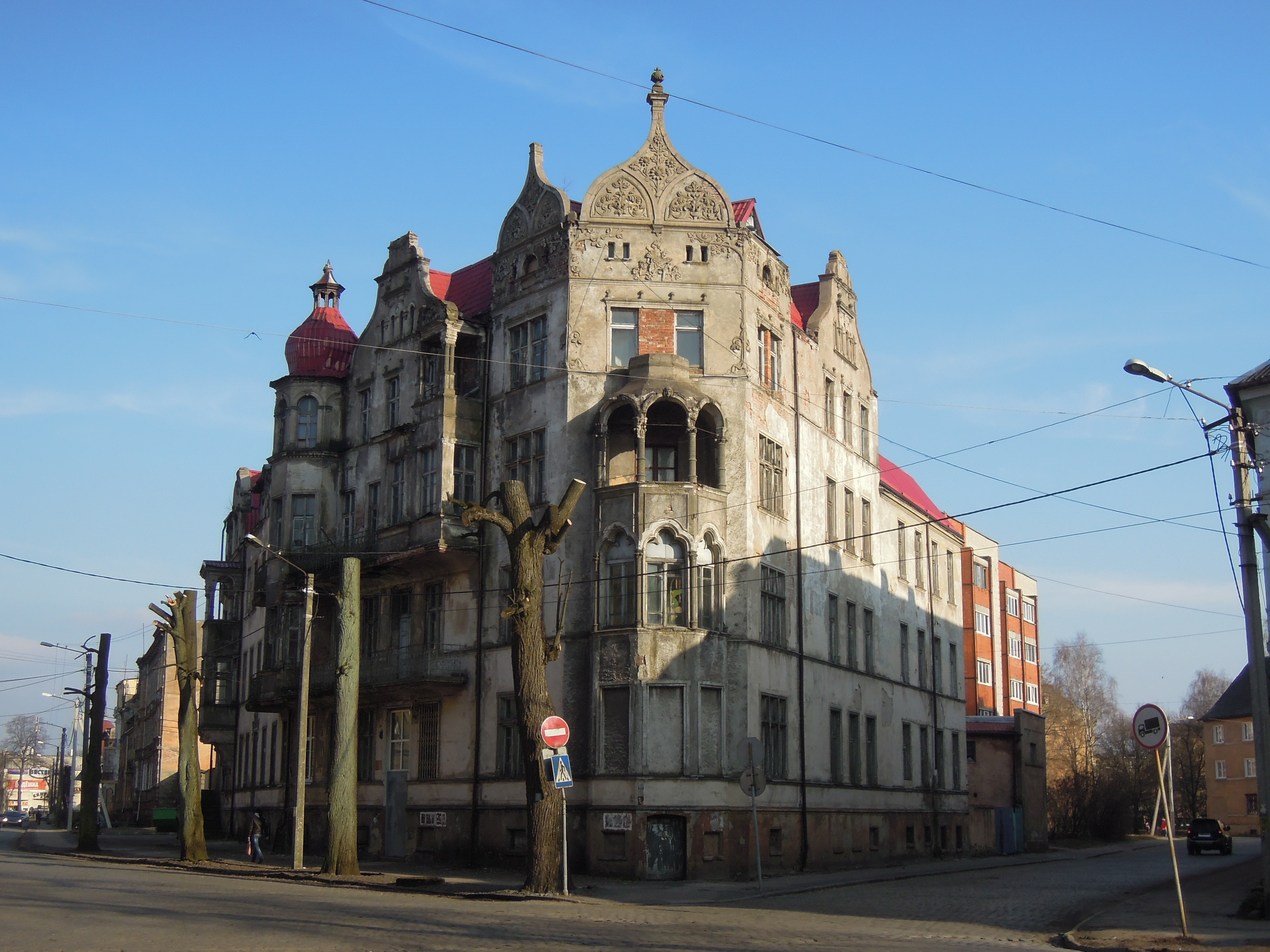
Das seit 2010 unter Denkmalschutz stehende Geburtshaus von Armin Mueller-Stahl in Tilsit

Mueller-Stahl ist das dritte von fünf Kindern des ostpreußischen Bankkaufmanns Alfred Mueller-Stahl und dessen Frau Editha, geborene Maaß. Sie war eine Deutschbaltin aus Estland, deren Familie 1918 von Petrograd aus nach Tilsit geflohen war, wo ihr Vater Eduard Maaß ab 1919 Pastor war. Armin und sein Bruder Hagen wuchsen in einer kunstliebenden Familie auf, in der man malte, zeichnete und gemeinsam musizierte. Sein Vater hatte ursprünglich Schauspieler werden wollen, er spielte am Tilsiter Theater mit und führte an den Geburtstagen seiner Familie eigene Sketche auf. Mueller-Stahl erlebte eine unbeschwerte Kindheit bis zum Beginn des Zweiten Weltkriegs, als sein Vater eingezogen wurde. 1938 übersiedelte die Familie nach Prenzlau. Der Vater starb am 1. Mai 1945 in einem Lazarett im mecklenburgischen Schönberg, wie die Familie erst 28 Jahre später erfuhr. Nach Vermutung von Mueller-Stahl wurde der Vater von deutschen Soldaten wegen versuchter Desertion umgebracht, da über ihn keine Krankenakte angelegt worden war. Am selben Tag wurde der 14-jährige Armin in Goorstorf bei Rostock, wohin die Mutter mit den Kindern geflüchtet war, von einem sowjetischen Soldaten als vermeintlicher Hitlerjunge mit der Erschießung bedroht. In letzter Sekunde verhalf ihm ein mutiger ehemaliger polnischer Kriegsgefangener zur Flucht. Nach Kriegsende kehrte die Mutter mit ihren Kindern in das niedergebrannte Prenzlau zurück, wo Mueller-Stahl bis 1948 die Schule besuchte. Im selben Jahr zog er „mit seinem Geigenkasten nach Berlin“.

### DDR

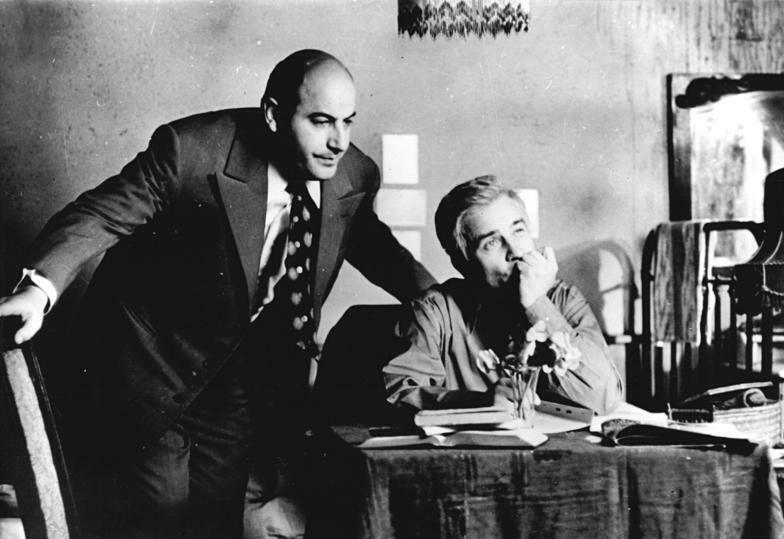
Manfred Krug und Armin Mueller-Stahl (rechts) als Hauptdarsteller in „Die Verschworenen“ (1971)

Mueller-Stahl strebte zunächst an, professioneller Geiger zu werden. Vorbilder waren für ihn Gerhard Taschner und David Oistrach. Er studierte Violine und Musikwissenschaft am städtischen Konservatorium in West-Berlin, was er 1949 mit einem Examen als Musiklehrer abschloss. Dann wechselte er zur Schauspielerei. Zunächst wegen „mangelnder Begabung“ zum Abbruch des Studiums gezwungen, erhielt er dennoch 1952 nach einem Vorstellungsgespräch bei Helene Weigel sein erstes festes Engagement am Berliner Theater am Schiffbauerdamm. Mit dessen Ensemble wechselte er 1954 unter der Intendanz von Fritz Wisten an die Volksbühne am Rosa-Luxemburg-Platz.
Laut Eigenangaben verdankt Mueller-Stahl Fritz Wisten seine komplette Schauspielkarriere. „Von ihm habe ich gelernt, was es handwerklich als Schauspieler zu lernen gibt. Er war ja selbst nicht nur Regisseur, sondern auch Schauspieler. Eine seiner Überzeugungen war: beim Spielen alles Überflüssige weglassen. Und je mehr der andere macht, desto weniger musst du machen.“
An der Volksbühne spielte er über 20 Jahre, unter anderem in den Stücken Emilia Galotti, Kabale und Liebe und Was ihr wollt, bevor er seine Theaterkarriere in den 1970er Jahren beendete. Neben vielen anderen DDR-Schauspielern stand er auch am Theater der Bergarbeiter Senftenberg in Senftenberg auf der Bühne.
2014 gab Mueller-Stahl an, die DDR zwar 1956 nach der Niederschlagung des Ungarischen Volksaufstands „gehasst“ zu haben, 1961 aber mit dem Bau der Berliner Mauer „einverstanden“ gewesen zu sein, weil er gehofft habe, dass man nun „ungestört den Sozialismus aufbauen“ könne. Daher spielte er auch später in Filmen mit, die den gerade erfolgten Bau der Berliner Mauer als gerechtfertigt darstellten: Mueller-Stahl ist in … und deine Liebe auch Kommandeur einer DDR-Betriebskampfgruppe, der seinen Bruder an der Berliner Mauer mit der Waffe daran hindert, in den Westen zu fliehen, und seine Verhaftung bewirkt. Seine Schauspielerkarriere beim Film 1960 begann mit dem Vierteiler Flucht aus der Hölle, in dem er aus der Bundesrepublik Deutschland in die DDR flieht, und dem im Spanischen Bürgerkrieg spielenden Drama Fünf Patronenhülsen, in dem auch sein Freund und Kollege Manfred Krug mitwirkte. In den nächsten Jahren standen die beiden oft gemeinsam vor der Kamera, so etwa 1974 in dem Spielfilm Kit & Co. Mueller-Stahl wurde schließlich in der DDR zu einem gefeierten Charakterdarsteller, wie zum Beispiel für seine Darstellung des indianerfreundlichen Weißen Chris Howard in dem DEFA-Indianerfilm Tödlicher Irrtum. Er wurde fünf Mal in Folge zum beliebtesten Schauspieler der DDR gewählt.
Von 1973 bis 1975 verkörperte Mueller-Stahl einen MfS-Agenten in der beliebten Fernsehserie Das unsichtbare Visier, die als Gegenbild zur James-Bond-Reihe angelegt war. Als die Serie politischer konzipiert werden sollte, stieg Mueller-Stahl aus, was für ihn einen endgültigen Bruch mit der DDR bedeutete. Seine Unterzeichnung des offenen Briefs gegen die Ausbürgerung Wolf Biermanns aus der DDR Ende 1976 war nur noch ein letzter Schritt. Daraufhin wurden ihm zweieinhalb Jahre lang kaum noch Rollen angeboten. Die Zwangspause nutzte er zur Niederschrift seiner Autobiographie Verordneter Sonntag. 1980 wurde Mueller-Stahls Ausreiseantrag nach West-Berlin genehmigt.

### In der Bundesrepublik und den USA

#### Als Schauspieler und Synchronsprecher
In der Bundesrepublik konnte Mueller-Stahl bald wieder an die alten Erfolge anknüpfen, 1981 spielte er die männliche Hauptrolle in Lola von Rainer Werner Fassbinder und in Der Westen leuchtet! von Niklaus Schilling. Mueller-Stahl war später im Gespräch für die Hauptrolle des Chefarztes Dr. Klaus Brinkmann der Fernsehserie Die Schwarzwaldklinik, lehnte jedoch das Angebot zugunsten anderer Projekte ab. Darüber hinaus wollte sich Mueller-Stahl nicht durch die Rolle des Dr. Brinkmann bundesweit auf das Image eines Fernseh-Arztes schauspielerisch festlegen lassen. Auch andere Fernsehserien wie Der Alte interessierten ihn nicht, stattdessen nahm er Rollen in Autorenfilmen der deutschen Filmemacher Herbert Achternbusch, Alexander Kluge und Hans-Christoph Blumenberg an. Ebenso engagierten ihn international bekannte Regisseure wie Andrzej Wajda oder Patrice Chéreau für ihre Filme.
Obgleich er noch kaum Englisch beherrschte, zog er 1989 in die USA zu einem weiteren Neubeginn. Bei seinem ersten Film-Engagement Music Box – Die ganze Wahrheit (1989) von Costa-Gavras behalf er sich mit Tricks wie etwa der phonetischen Nachahmung des Englischen, bei jeder Aufnahme die Betonung variierend, und dem langsamen Vortrag eines Monologs, dabei intensiv die Angesprochenen und schnell die Textvorlage anschauend, was er sich von Helmut Schmidts parlamentarischen Reden abgeschaut hatte. Er spielte einen ungarischen Einwanderer, der in den USA angeklagt wird, Mitglied bei den Pfeilkreuzlern gewesen zu sein und in Budapest kurz vor Kriegsende eigenhändig Juden ermordet zu haben. Mueller-Stahl verstand es, bis kurz vor Schluss die Schuld oder Unschuld des Emigranten offenzulassen. Mit diesem Hollywood-Debüt konnte er einen internationalen Erfolg verzeichnen.
Große Anerkennung erntete er 1990 für seine tragisch-komische Darstellung des polnisch-jüdischen Großvaters Sam Krichinsky in seinem zweiten Hollywood-Film Avalon. Im Episodenfilm Night on Earth (1991) spielte er den ostdeutschen Taxifahrer und früheren Zirkusclown Helmut Grokenberger, der in New York sein Glück versucht. Hier konnte Mueller-Stahl auch sein komödiantisches Talent unter Beweis stellen.

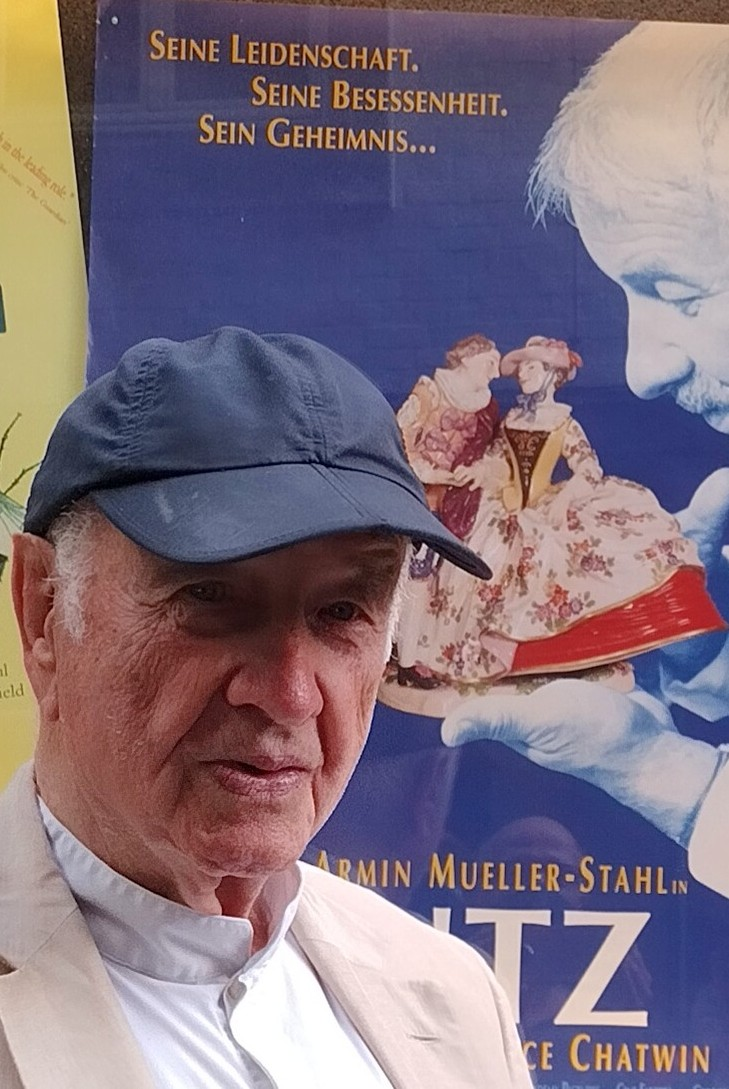
Armin Mueller-Stahl (2022) vor dem Plakat seines Lieblingsfilms „Utz“, Metropolis Kino, Hamburg

Für die Titelrolle in Utz – laut Eigenangaben in der Rückschau 2022 sein Lieblingsfilm – wurde er 1992 mit dem Silbernen Bären ausgezeichnet. Für die Rolle des fordernd-überforderten Vaters des Pianisten David Helfgott in Shine – Der Weg ins Licht wurde er 1997 mit einer Oscar-Nominierung als Bester Nebendarsteller bedacht.
Trotz seines Erfolgs auch in Hollywood kehrte er immer wieder nach Deutschland zurück. So etwa übernahm er die Hauptrolle des Thomas Mann in dem Fernseh-Dreiteiler Die Manns – Ein Jahrhundertroman. Diese Darstellung wird mitunter als die gelungenste seiner Karriere angesehen. 1994 produzierte die ARD unter assistierender Regieführung von Mueller-Stahl den Film Der Dicke mit Günter Strack als Gregor Ehrenberg. Eine Fortsetzung konnte aufgrund Stracks Erkrankung nicht mehr realisiert werden. Von 2005 bis 2012 lief in der ARD eine Serienfolge dieser Filmidee mit Dieter Pfaff in der Hauptrolle von Der Dicke.
Mueller-Stahl legte mit Gespräch mit dem Biest (1996) seine einzige Regie-Arbeit vor.
Bereits 2006 kündigte er seinen Abschied aus dem Filmgeschäft an. Als Gründe für seinen Ausstieg gab er unter anderem an, dass die spektakuläre Bekanntheit und die außergewöhnlich hohe Bezahlung von Schauspielern und Produzenten heutzutage nicht mehr der Qualität ihrer Leistungen noch deren tatsächlichem Können entspreche. Nach den Dreharbeiten wolle er sich dann ganz der Malerei, der Musik und der Förderung junger Künstler widmen. Es folgten die Buddenbrooks-Verfilmung von Heinrich Breloer und eine Hauptrolle in Cronenbergs Tödliche Versprechen – Eastern Promises. Entgegen den häufig in der Presse geäußerten Vermutungen eines völligen Rückzugs betonte Mueller-Stahl lange, dass er bis zu seinem Lebensende gute Rollen spielen möchte, jedoch mit abnehmender Häufigkeit. 2021 äußerte er allerdings anlässlich seines 90. Geburtstages, dass er „den alten Mann nicht mehr auf der Leinwand sehen“ wolle, und in den letzten Jahren auch profilierte Rollenangebote aus Hollywood abgelehnt habe. Er wolle sich lieber seinen anderen Interessen widmen. Seine letzte Rolle übernahm er in einer Nebenrolle als Fr. Zeitlinger in Terrence Malicks Filmdrama Knight of Cups, der im Februar 2015 bei den 65. Internationalen Filmfestspielen Berlin uraufgeführt wurde.
Mueller-Stahl betätigte sich auch als Synchronsprecher und lieh unter anderem Roy Scheider in Tödliche Umarmung (Last Embrace, 1979) und Louis Zorich in Tod eines Handlungsreisenden (1985) seine Stimme. Die Rolle des Erzählers nahm er in Roland Emmerichs Spielfilm 10.000 B.C. ein (im Original: Omar Sharif) sowie im Dokumentarfilm und Doku-Drama Dmitri Schostakowitsch: Dem kühlen Morgen entgegen (2008).

#### Als Musiker, Maler und Schriftsteller
Mueller-Stahl schrieb einige Romane und Erzählungen, beginnend mit dem Roman Verordneter Sonntag von 1981, verstärkt seit Ende der 1990er-Jahre. Bei seinen Lesungen mit dem Motto Bin schon Gaukler 50 Jahr…, einen Anfang seiner Gedichte zitierend, wurde er von der Violinistin Sarah Spitzer und dem Pianisten Mike Jin begleitet.
Seine Zeichnungen und Aquarelle präsentierte er in mehreren Ausstellungen, 2001 fand die erste Präsentation im Filmmuseum Potsdam statt, später im Lübecker Buddenbrookhaus, mehrfach im Ostholstein-Museum in Eutin und an anderen Orten. Seine Zeichnungen entstanden vor allem in den Drehpausen am Filmset. Während er sich beim Filmschauspiel immer sehr eingebunden fühle, seien das Malen und Schreiben die einzigen Momente, in denen er „wirklich fliegen“ könne. Bei vielen Vernissagen seiner Ausstellungen spricht sein Freund Björn Engholm die einleitenden Worte. 2007 gestaltete Mueller-Stahl mit fünf Lithografien die Buchrücken einer auf 999 Exemplare begrenzten Sonderausgabe der 30-bändigen Brockhaus Enzyklopädie, die für 5000 Euro angeboten wurden.
Über sein zeichnerisches Werk sagte er: „Beim Zeichnen ist man selbst der Regisseur. Es gibt keine Verbote, und man hat alle Freiheiten. […] Das Zeichnen fiel mir so leicht, ich dachte, alles, was einem leichtfällt, ist nicht so bedeutend. Zeichnen ist für mich viel leichter als schauspielern.“ Trotzdem gibt sich Mueller-Stahl durchaus bescheiden, was sein zeichnerisches Talent angeht. Es sei beispielsweise nicht groß genug, um die Natur in ihrer ganzen Schönheit wiederzugeben, ihm gehe es daher mehr um die Darstellung von Menschen, die er als Resultate des täglichen Überlebenskampfes zeigen wolle: „Es ist ein unglaublicher Kampf, überhaupt zu überleben, und diese Kämpfe will ich in einem Gesicht sehen, weil sie jeder Mensch führt, ob schön oder nicht schön.“
Im Herbst 2010 wiederholte er als Sänger mit Günther Fischer, einem früheren Filmmusiker der DEFA, eine Aufnahme von Liedern, die er vor über vierzig Jahren in der DDR komponiert und im Fernsehen vorgetragen hatte.

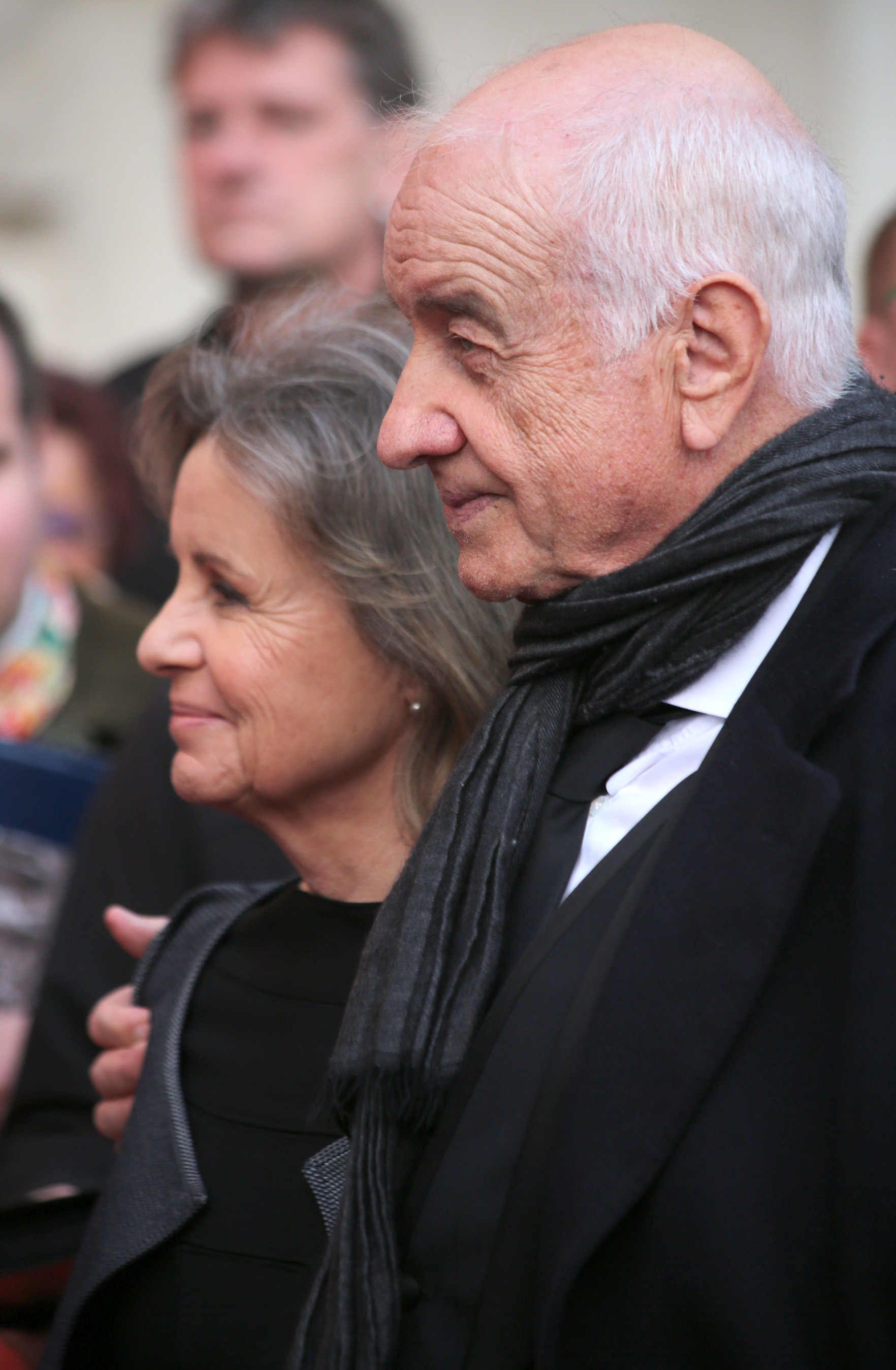
Armin Mueller-Stahl und Gabriele Scholz, 2013

Im Juli 2009 wurde Mueller-Stahl in den Hochschulrat der Hochschule für Musik und Theater Rostock gewählt. Außerdem gehört er seit der Gründung dem Kuratorium der Freya von Moltke-Stiftung an, die sich unter anderem dem kulturellen Austausch mit Polen widmet.

### Privates
Von 1958 bis 1960 hatte Mueller-Stahl eine Liaison mit Christel Bodenstein (1938–2024), die er bei den Dreharbeiten von Wenn die Nacht kein Ende nimmt kennengelernt hatte. Im Jahr 1968 heiratete er die Schauspielerin und Synchronsprecherin Monika Gabriel (1943–2007). Seit 1973 ist er in zweiter Ehe mit der Hautärztin Gabriele Scholz verheiratet und hat mit ihr den Sohn Christian (* 1974), der in seinen frühen Jahren Filmrollen übernahm. 1992 trat er mit seinem Vater als 18-jähriger Baron Kaspar Joachim von Utz in Bruce Chatwins Romanverfilmung Utz auf. Heute ist er als Arzt tätig. Armin Mueller-Stahls älterer Bruder Hagen Mueller-Stahl (1926–2019) arbeitete als Regisseur und gelegentlich als Filmschauspieler, seine Schwester Dietlind (* 1938) ist eine Schauspielkollegin, die ebenso lange Zeit am Berliner Ensemble tätig war. Gemeinsam mit ihrem Bruder trat Dietlind Stahl 1960 in zwei frühen Filmen auf (Flucht aus der Hölle, Fünf Patronenhülsen).
Als Mueller-Stahl Einblick in seine Stasi-Akten nahm, musste er feststellen, unter anderem von seinem besten Freund an die Staatssicherheit verraten worden zu sein. Dennoch hält er bis heute ein Gesprächsangebot an ihn aufrecht und schützt ihn mit seiner Verschwiegenheit. Heute ist ihm Kalifornien zur zweiten Heimat geworden, das angenehme kalifornische Klima und die Gewissheit, dort „neue Freunde ohne DDR-Vergangenheit“ zu finden, gaben ihm den Ausschlag für seinen neuen Wohnsitz.
Mueller-Stahl wohnt abwechselnd an der kalifornischen Küste (Los Angeles-Pacific Palisades, nahe dem ehemaligen Wohnhaus von Thomas Mann), in Sierksdorf an der Ostsee, wo sich auch sein Atelier befindet, und in Berlin. Sein Haus in Pacific Palisades wurde von den Feuern im Januar 2025 vollständig zerstört. Er hat neben der deutschen auch die US-amerikanische Staatsbürgerschaft. Im Dezember 2011 besuchte er zum ersten Mal seit 1938 seine Heimatstadt Tilsit, die heute russisch ist und Sowjetsk heißt. Dort wurde er 2011 zum Ehrenbürger ernannt.

## Werke

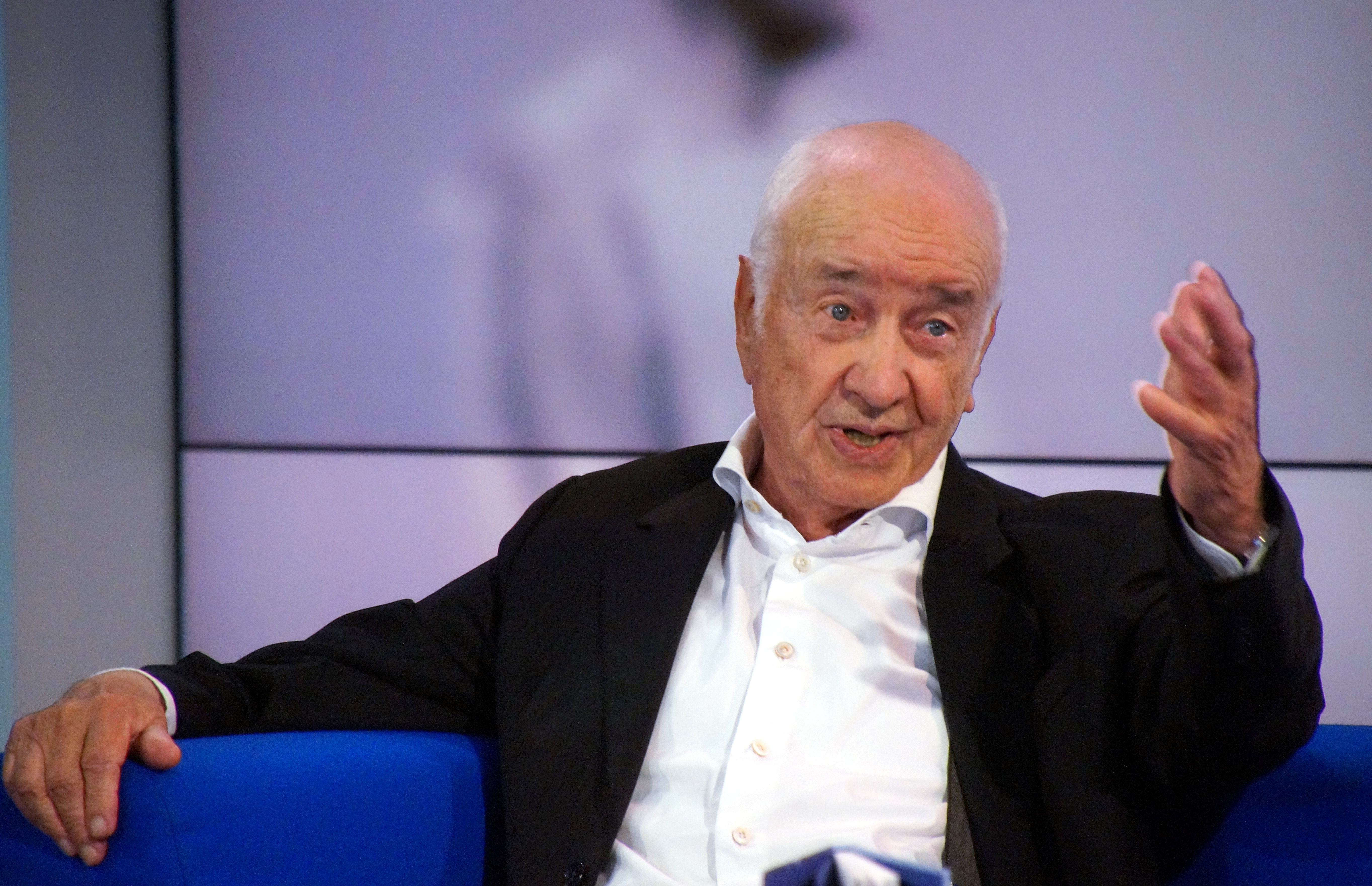
Armin Mueller-Stahl auf der Frankfurter Buchmesse 2018 bei der Vorstellung seines Buchs Der wien Vogel fliegen kann in der 3sat/ZDF-Sendung Das Blaue Sofa

- Verordneter Sonntag. Severin und Siedler, Berlin 1981, 234 S.
- Unterwegs nach Hause. Erinnerungen. von Schröder, Düsseldorf 1997, 227 S.; Neuauflage: Aufbau-Verlag, Berlin 2005, ISBN 3-7466-2196-8.
- In Gedanken an Marie-Louise. Eine Liebesgeschichte. List, München 1998, 238 S.
- Armin Mueller Stahl – Malerei und Zeichnung. Katalog zur Ausstellung im Kulturforum Burgkloster zu Lübeck und im Buddenbrookhaus (Heinrich-und-Thomas-Mann-Zentrum), 17. November 2001 bis 20. Januar 2002. Kulturforum Burgkloster, Lübeck, ISBN 3-9807752-1-6, 64 S., 62 farbige Abb.
- Armin Mueller Stahl – Urfaust. Katalog zum gleichnamigen Mappenwerk, Verlag Kunsthaus Lübeck 2003, ISBN 3-923475-37-3, 60 S., 21 Abb. in s/w.
- Armin Mueller Stahl – Night on Earth – Day on Earth. Zweisprachiger Katalog zur Ausstellung in der Villa Aurora, Verlag Kunsthaus Lübeck 2003, ISBN 3-923475-97-7, 80 S., Abb. in s/w u. farbig.
- Hannah. Erzählung. Aufbau, Berlin 2006, ISBN 3-7466-2224-7, 134 S.
- Rollenspiel. Ein Tagebuch während der Dreharbeiten zu dem Film „Die Manns“. J. Strauss, Potsdam 2001, ISBN 3-929748-24-X, 226 S., 113 Abb.
- Venice. Ein amerikanisches Tagebuch. Aufbau, Berlin 2005, 141 S., ISBN 3-351-02609-9.
- Kettenkarussell. Aufbau, Berlin 2006, ISBN 3-351-03083-5, 152 S. (Besprechung:[41])
- Portraits. Malerei und Zeichnung. Aufbau, Berlin 2006, ISBN 3-351-02641-2, 157 S.
- Armin-Mueller-Stahl-Künstleredition der 21. Auflage der Brockhaus Enzyklopädie. 30 Bände. F.A. Brockhaus, Leipzig, Mannheim 2007.
- Die Buddenbrooks – Übermalungen eines Drehbuchs. Mit Texten von Heinrich Breloer, Herwig Guratzsch und Armin Mueller-Stahl. Henschel, Berlin 2008, ISBN 978-3-89487-634-0.
- Die Jahre werden schneller. Lieder und Gedichte. Aufbau Verlag, Berlin 2010, ISBN 978-3-351-03316-3, (Autobiographie in Versen).
- Dreimal Deutschland und zurück. Aufgeschrieben von Andreas Hallaschka. Hoffmann und Campe, Hamburg 2014, ISBN 978-3-455-50317-3, (Autobiographie zum 25. Jahrestag des Mauerfalls).
- Die blaue Kuh. Hatje Cantz Verlag, Berlin 2016, ISBN 978-3-7757-4250-4.
- Der wien Vogel fliegen kann. Hrsg. vom Kunsthaus Lübeck. Hatje Cantz Verlag, Berlin 2018, ISBN 978-3-7757-4492-8, Lyrik- und Bildband.
- Jüdische Freunde - Jewish Friends – Schicksale, Weggefährten, Porträts / Fates, Companions, Portraits. Hatje Cantz, Berlin 2022, ISBN 978-3-7757-5183-4.

## Filmografie

### Kino
- 1956: Heimliche Ehen
- 1956: Das Stacheltier – Der Querkopf (Kurzfilm)
- 1960: Fünf Patronenhülsen
- 1962: Königskinder
- 1962: … und deine Liebe auch
- 1963: Nackt unter Wölfen
- 1963: Christine
- 1964: Preludio 11
- 1964: Alaskafüchse
- 1970: Tödlicher Irrtum
- 1972: Der Dritte
- 1972: Januskopf
- 1973: Die Hosen des Ritters von Bredow
- 1974: Kit & Co
- 1974: Jakob der Lügner
- 1976: Nelken in Aspik
- 1977: Die Flucht
- 1981: Lola
- 1982: Die Sehnsucht der Veronika Voss
- 1982: Der Westen leuchtet!
- 1982: Die Flügel der Nacht
- 1983: Der Fall Sylvester Matuska (Viadukt)
- 1983: Zwei Profis steigen aus (Un dimanche de flic)
- 1983: Der verführte Mann – L’Homme blessé (L’Homme blessé)
- 1983: Glut
- 1983: Eine Liebe in Deutschland
- 1983: Trauma
- 1984: Rita Ritter
- 1984: Tausend Augen
- 1985: Bittere Ernte
- 1985: Oberst Redl (Redl ezredes)
- 1985: Vergeßt Mozart
- 1985: Der Angriff der Gegenwart auf die übrige Zeit
- 1986: Momo
- 1987: Unser Mann im Dschungel
- 1987: Der Joker
- 1988: Killing Blue
- 1989: Das Spinnennetz
- 1989: Schweinegeld – Ein Märchen der Gebrüder Nimm
- 1989: A hecc
- 1989: Music Box – Die ganze Wahrheit (Music Box)
- 1990: Avalon
- 1991: Night on Earth – New York
- 1991: Kafka
- 1991: Bronsteins Kinder
- 1992: Utz
- 1992: Im Glanz der Sonne (The Power of One)
- 1992: Far from Berlin
- 1993: Red Hot
- 1993: Der Kinoerzähler
- 1993: Das Geisterhaus (The House of the Spirits)
- 1994: Holy Days (Holy Matrimony)
- 1994: Taxandria
- 1994: Rotwang muß weg!
- 1994: The Last Good Time
- 1995: Brennende Liebe (A Pyromaniac’s Love Story)
- 1995: T-Rex (Theodore Rex)
- 1996: Shine – Der Weg ins Licht (Shine)
- 1996: Gespräch mit dem Biest
- 1996: Der Unhold (The Ogre)
- 1997: The Game
- 1997: The Assistant
- 1997: Projekt: Peacemaker (The Peacemaker)
- 1998: The Commissioner – Im Zentrum der Macht (The Commissioner)
- 1998: Akte X – Der Film
- 1999: The 13th Floor – Bist du was du denkst? (The Thirteenth Floor)
- 1999: Das dritte Wunder (The Third Miracle)
- 1999: Jakob der Lügner (Jakob the Liar)
- 2000: Tanger - Legende einer Stadt
- 2000: Mission to Mars
- 2000: Jagd auf einen Namenlosen (Pilgrim)
- 2000: Der lange Weg zum Sieg (The Long Run)
- 2004: The Story of an African Farm
- 2004: The Dust Factory – Die Staubfabrik (The Dust Factory)
- 2006: Die Farben des Herbstes (Local Color)
- 2006: Ich bin die Andere
- 2007: Tödliche Versprechen – Eastern Promises (Eastern Promises)
- 2008: Dmitri Schostakowitsch: Dem kühlen Morgen entgegen (Into the Cold Dawn, Dokumentarfilm)
- 2008: Buddenbrooks
- 2009: The International
- 2009: Illuminati (Angels and Demons)
- 2015: Knight of Cups

### Fernsehen

#### Fernsehfilme
- 1958: Rose Bernd
- 1959: Wenn die Nacht kein Ende nimmt
- 1959: Ich selbst und kein Engel
- 1959: Beton
- 1960: Menschen von Budapest
- 1960: Flucht aus der Hölle (Vierteiler)
- 1960: Der Raub der Sabinerinnen
- 1962: Die letzte Chance
- 1962: Das Mädchen ohne Mitgift
- 1962/1990: Monolog für einen Taxifahrer
- 1963: Der Andere neben dir
- 1963: Rauhreif
- 1964: Herr Lamberthier
- 1965: Wolf unter Wölfen (Vierteiler)
- 1966: Columbus 64 (Vierteiler)
- 1967: Emilia Galotti
- 1967: Ein Lord am Alexanderplatz
- 1968: Wege übers Land (Fünfteiler)
- 1969: Die Dame aus Genua
- 1970: Kein Mann für Camp Detrick
- 1971: Die Verschworenen (Fünfteiler)
- 1971: Der Arzt wider Willen (Theateraufzeichnung)
- 1973: Die sieben Affären der Doña Juanita (Vierteiler)
- 1974: Die eigene Haut
- 1978: Geschlossene Gesellschaft
- 1980: Die längste Sekunde
- 1981: Ja und Nein
- 1981: Collin
- 1982: Ich werde warten
- 1982: Wohin und zurück 1 – An uns glaubt Gott nicht mehr. Ferry oder Wie es war
- 1982: Ausgestoßen
- 1982: Flucht aus Pommern
- 1982: Die Gartenlaube
- 1983: Ruhe sanft, Bruno
- 1985: Gauner im Paradies
- 1985: Hautnah
- 1986: Auf den Tag genau
- 1986: Der Fall Franza
- 1987: Jokehnen (Dreiteiler)
- 1988: Tagebuch für einen Mörder
- 1997: Im Angesicht meines Feindes (In the Presence of Mine Enemies)
- 1997: Die 12 Geschworenen (12 Angry Men)
- 1999: Die Bibel – Jesus (Jesus, Zweiteiler)
- 2001: Die Manns – Ein Jahrhundertroman (Dreiteiler)
- 2001: Die Kreuzritter – The Crusaders (Crociati)
- 2009: Die Treuhänderin (Stimme)

#### Fernsehserien und -reihen
- 1973–1976: Das unsichtbare Visier (9 Folgen als Werner Bredebusch)
- 1976: Die Lindstedts (Folge 1x05: Die erste Geige)
- 1981: Sonderdezernat K1 (Folge 4x01: Die Rache eines V-Manns)
- 1984: Tatort: Freiwild (Folge 1x154)
- 1984: Ein Fall für zwei (Folge 4x08/09: Morgengrauen)
- 1984: Derrick (Folge 11x14: Stellen Sie sich vor, man hat Doktor Prestel erschossen)
- 1987: Amerika (7 Folgen)
- 1988: L'Heure Simenon (Folge 1x13: Les volets verts)
- 1990: Der Gorilla (Folge 1x04: Le Gorille se mange froid)
- 2004: The West Wing – Im Zentrum der Macht (The West Wing, 4 Folgen)

## Theater (Auswahl)
- 1954: Wassili Schwarkin: Ein fremdes Kind (Kostja) – Regie: Robert Trösch (Volksbühne Berlin)
- 1956: Gerhart Hauptmann: Die Ratten (Erich Spitta) – Regie: Walther Suessenguth (Volksbühne Berlin)
- 1957: Gerhart Hauptmann: Die Weber (Hauslehrer) – Regie: Ernst Kahler (Volksbühne Berlin)
- 1960: Lajos Mesterházi: Menschen von Budapest – Regie: Fritz Wisten (Volksbühne Berlin)
- 1961: Friedrich Wolf: Beaumarchais oder Die Geburt des Figaro (Abgesandter) – Regie: Rudi Kurz (Volksbühne Berlin)
- 1962: Gotthold Ephraim Lessing: Emilia Galotti (Prinz Gonzaga) – Regie: Gerd Klein (Volksbühne Berlin)
- 1963: Leo Tolstoi: Krieg und Frieden (Andreij) – Regie: Wolfgang Heinz/Hannes Fischer (Volksbühne Berlin)
- 1964: William Shakespeare: Romeo und Julia (Mercutio) – Regie: Fritz Bornemann (Volksbühne Berlin)
- 1967: Friedrich Schiller: Kabale und Liebe (Sekretär Wurm) – Regie: Hans-Joachim Martens (Volksbühne Berlin)
- 1968: Armand Gatti: V wie Vietnam (Megasheriff) – Regie: Hans-Joachim Martens / Wolfgang Pintzka (Volksbühne Berlin)
- 1968: Friedrich Schiller: Don Carlos (Posa) – Regie: Hannes Fischer (Volksbühne Berlin)
- 1968: Horst Kleinadam: Von Riesen und Menschen (Parteisekretär) – Regie: Karl Gassauer (Volksbühne Berlin)
- 1970: Kurt Bartsch, Reiner Bredemeyer (Nach Jacques Offenbach): Orpheus (Orpheus) – Regie: Wolfgang Pintzka (Volksbühne Berlin)
- 1973: Arne Leonhardt: Der Abiturmann (Professor) – Regie: Ernstgeorg Hering (Volksbühne Berlin – Stern)

## Hörspiel
- 1969: Ralph Knebel: Rücksicht auf einen Brigadier (Erzähler) – Regie: Edgar Kaufmann (Rundfunk der DDR)

## Tonträger
- es gibt tage… mit Günther Fischer (p), Tobias Morgenstern (Akkordeon). 1 CD und 1 DVD, 2010, Produktion: Universal Music.[42]

## Ausstellungen (Auswahl)
- 2001: Armin Mueller-Stahl – Skizzen, Portraits, Begegnungen. Filmmuseum Potsdam, 31. Januar – 18. März 2001.[17]
- 2001: Armin Mueller-Stahl – Malerei und Zeichnung. Buddenbrookhaus und Burgkloster, Doppelausstellung, Lübeck, 17. November 2001 – 20. Januar 2002.[43]
- 2007: Armin Mueller-Stahl – Szene und Zeichnung. Museum für Kunst und Gewerbe, Hamburg, 26. Januar – 15. April 2007.[44]
- 2009: Armin Mueller-Stahl: Die Buddenbrooks. Übermalungen eines Drehbuchs. Schleswig-Holsteinisches Landesmuseum Schloss Gottorf, 4. Februar – 19. April 2009.[45]
- 2009: Armin Mueller-Stahl | Zeichnungen, Drehbuchübermalungen und Lithografien. Horst-Janssen-Museum, Oldenburg, 29. November 2009 – 14. Februar 2010.[46]
- 2009: Armin Mueller-Stahl – Übermalungen eines Drehbuchs. NRW-Forum, Düsseldorf, 15. August – 27. September 2009.[47]
- 2010: Alle Kunst will Musik werden. Städtische Galerie Leerer Beutel, Regensburg, 2. März – 6. Juni 2010.[48][49]
- 2010: Armin Mueller-Stahl | Malerei – Zeichnung – Druckgrafik. Sommerausstellung auf Schloss Wackerbarth, 1. August – 28. August 2010.[19]
- 2011: Malerei, Zeichnung und Grafik von Armin Mueller-Stahl. Villa Böhm, Neustadt an der Weinstraße, 14. Oktober 2011 – 4. November 2011.[20]
- 2011: Armin Mueller-Stahl – Menschenbilder. Galerie der Braunschweigischen Landessparkasse (Nord/LB), Braunschweig, 23. November – 30. Dezember 2011.[50]
- 2012: Armin Mueller-Stahl – Zeichnen ist für mich wie Schauspielern. Kunstmuseum Solingen, 23. September – 18. November 2012.[51]
- 2013: Armin Mueller-Stahl – Menschenbilder. Kulturzentrum GBS, Greven, 6. April – 24. April 2013.[52]
- 2014: Armin Mueller-Stahl – Menschenbilder. Kreuzkirche Nürtingen, 10. Januar – 23. Februar 2014.[53]
- 2014: Armin Mueller-Stahl – Malerei – Zeichnung – Druckgrafik. Neue Arbeiten. Stadtmuseum Siegburg, 28. August – 24. Oktober 2014.[21]
- 2015: Armin Mueller-Stahl – Menschenbilder – Gemälde, Mischtechniken, Zeichnungen und Druckgrafiken. Stiftung „Fürst-Pückler-Park“ Bad Muskau, Neues Schloss Bad Muskau, 29. August – 31. Oktober 2015.[54]
- 2016: Armin Mueller-Stahl – Träumerei. art+form, Dresden, 24. April – 2. Juni 2016.[55]
- 2016: Armin Mueller-Stahl – Menschenbilder. Kreissparkasse Heilbronn, „Unter der Pyramide“, 17. Juli – 16. September 2016.
- 2017: Armin Mueller-Stahl – Menschenbilder. Kunsthandlung Langheinz, Darmstadt, 21. April – 20. Mai 2017.[56]
- 2020: Armin Mueller-Stahl – Vom Flug der Freiheit. Malzhaus, Kamenz, 6. Februar – 13. April 2020.[22]
- 2021: Armin Mueller-Stahl – Nacht und Tag auf der Erde. Kunsthalle St. Annen, Lübeck, 16. Juni – 3. Oktober 2021
- 2022: Armin Mueller-Stahl – Alle Kunst will Musik werden. Kunsthalle Rostock, 22. Mai – 18. September 2022
- 2024: Armin Mueller-Stahl – Es genügt, ein Mensch zu sein. Kloster Cismar, 24. März – 18. August 2024[57]
- 2024: Armin Mueller-Stahl - Menschenbilder, Freunde. Galerie Artes, Berlin. 11. Mai bis 29. Juni 2024[58]

## Auszeichnungen
- 1963: Erich-Weinert-Medaille (Kunstpreis der FDJ)
- 1963: Kunstpreis der DDR
- 1972: Nationalpreis der DDR zweiter Klasse
- 1975: DDR-Fernsehkünstler des Jahres
- 1982: Filmband in Gold für Lola (1981)
- 1983: Deutscher Darstellerpreis
- 1985: Goldener Gong für Hautnah, mit Regisseur Peter Schulze-Rohr
- 1985: Darstellerpreis (Best actor) beim Montreal World Film Festival (WFF) (Bittere Ernte)
- 1989: Bundesverdienstkreuz 1. Klasse
- 1992: Silberner Bär bei der Berlinale 1992 (Utz)
- 1993: Berliner Bär (B.Z.-Kulturpreis)
- 1996: Preis des Australian Film Institute (AFI) für Shine
- 1996: Preis der San-Diego-Gesellschaft für Filmkritik (San Diego Film Critics Society, SDFCS) für Shine
- 1997: Golden Satellite Award als Bester Nebendarsteller in einem Drama für Shine
- 1997: Jupiter für Die Manns
- 1997: Berlinale Kamera für sein Lebenswerk
- 1998: Ehrendoktorwürde des Spertus Institute of Jewish Studies in Chicago
- 2002: Großes Bundesverdienstkreuz
- 2002: Jupiter für Die Manns
- 2002: Adolf-Grimme-Preis für Die Manns
- 2003: Quadriga in der Kategorie Charisma des Weltbürgers
- 2004: Kristián der tschechischen Filmkritik für seinen lebenslangen Beitrag zum Weltkino, International Film Festival Prague – Febiofest[59]
- 2004/2005: Kulturpreis des Landeskulturverbandes Schleswig-Holstein e. V. „Kultur Aktuell“
- 2005: Bremer Hansepreis für Völkerverständigung[60] für sein Lebenswerk (Freizeit 2000 e. V. – Kulturverein)[61]
- 2005: Festival Honors vom eDIT Filmmaker’s Festival
- 2005: Preis der DEFA-Stiftung für die Verdienste um den deutschen Film
- 2006: Carl-Zuckmayer-Medaille[62]
- 2006: Schleswig-Holstein Filmpreis
- 2007: Deutscher Filmpreis für sein Lebenswerk
- 2007: Bild Osgar
- 2007: Bambi Schauspieler national
- 2008: Goldene Feder[63]
- 2008: Genie Award für Tödliche Versprechen[64]
- 2008: Ehrenpreis des internationalen Filmfestivals von Karlovy Vary
- 2008: Großes Bundesverdienstkreuz mit Stern
- 2009: Bremer Stadtmusikantenpreis
- 2009: Internationaler Mendelssohn-Preis zu Leipzig in der Kategorie Bildende Kunst
- 2009: Ehrenpreis des Filmfestivals Türkei/Deutschland[65]
- 2010: Verleihung des Verdienstordens des Landes Nordrhein-Westfalen[66]
- 2010: Steiger Award
- 2010: Stern auf dem Boulevard der Stars in Berlin
- 2010: Ernennung zum Ehrenbürger des Landes Schleswig-Holstein[67]
- 2011: Goldener Ehrenbär der Internationalen Filmfestspiele Berlin[68]
- 2011: Goldene Kamera für sein Lebenswerk[69]
- 2011: Ehrenbürger seiner Heimatstadt Tilsit (heute Sowetsk)[40]
- 2011: Preis der Deutschen Gesellschaft e. V. für Verdienste um die deutsche und europäische Vereinigung[70]
- 2013: Platin-Romy für das Lebenswerk
- 2014: 35. Bayerischer Filmpreis 2013 – Ehrenpreis des Bayerischen Ministerpräsidenten
- 2014: Filmfestival von Locarno: Ehrenpreis für das Lebenswerk
- 2014: Askania Award
- 2015: Lifetime Achievement Award, Zurich Film Festival
- 2016: Washington Jewish Film Festival: Wjff Visionary Award für Avalon (1990)[71]
- 2016: Deutscher Schauspielerpreis 2016: Ehrenpreis[72]

## Zitate
„Er liebt Figuren, die eine Aura des Unzulänglichen um sich haben, als seien sie in eine Welt gestoßen worden, die ihnen nicht geheuer ist.“

„Das ist doch alles relativ. Was wird denn in hundert Jahren bleiben? Ich glaube, es gibt viele Leute, die sich irren, denn unser Rucksack ist längst voll. Mozart, Shakespeare – die werden bleiben. Aber ein Günter Grass etwa? Thomas Mann lebt zum Beispiel nur wieder auf, weil wir jetzt diesen Film drehen. Ansonsten drohte er in Vergessenheit zu geraten. Allerdings bin ich mir nicht sicher, wer am Schluss in den Geschichtsbüchern die wichtigere Stellung einnehmen wird: Mann als grosser Antipode zu Hitler oder Mann als Autor.“

„Nee, ich würde sagen: Ich habe acht oder zehn außergewöhnlich gute Filme in meinem Leben gemacht.“

„Wer immer nur funktioniert, entzieht sich dem Abenteuer des Lebens.“

„Die Kunst muss immer gutmachen, was die Politiker versauen.“ […] ‚Wenn Politiker die Gräben aufreißen, müssen wir die Brücken bauen.‘ […] Politikern sei zu wenig bewusst, wie viel Kunst für die Völkerverständigung tun könne. „Politiker sagen: Was wollt ihr schon mit Musik oder Filmen ausrichten? Das ist doch nur ein Tropfen auf den heißen Stein.“

## Dokumentarfilme
- Armin Mueller-Stahl. Dokumentation, Deutschland, 1993, 29 Min., Buch und Regie: Christoph Felder, Produktion: CFF, Reihe: Europäische Profile, Inhaltsangabe und Vorschau, 3:30 Min.
- Geiger, Gaukler, Gentleman – Armin Mueller-Stahl. Dokumentation, Deutschland, 45 Min., 2001, Buch und Regie: Ilona Kalmbach und Sabine Jainski, Produktion: competent filmproduktion, WDR, Inhaltsangabe, (Memento vom 19. September 2011 im Internet Archive).
- Armin Mueller-Stahl – höchstpersönlich! Dokumentation, Deutschland, 2007, 27 Min., Buch und Regie: Lilly Engel, Produktion: Radio Bremen, Erstausstrahlung: 29. Dezember 2007, Inhaltsangabe von Radio Bremen.
- Armin Mueller-Stahl. Gespräch, 2007, 5:28 Min., Produktion: arte, Reihe: Metropolis, Erstsendung: 12. Februar 2007.
- Deutschland, deine Künstler: Armin Mueller-Stahl. Dokumentation, Deutschland, 2008, 45 Min., Buch und Regie: Inga Wolfram, Produktion: SWR, WDR, Erstausstrahlung: 2. Juli 2008, Inhaltsangabe der ARD, Interview und Kommentar zur ARD-Dokumentation: [77].
- Gero von Boehm begegnet … Armin Mueller-Stahl. Gespräch, Deutschland, 2008, 45 Min., Produktion: interscience productions, 3sat, Erstausstrahlung: 1. Dezember 2008, Inhaltsangabe von Interscience.
- Seine erste CD. Armin Mueller-Stahl singt alte Lieder neu. Fernseh-Reportage, Deutschland, 2010, 2:10 Min., Regie: Thomas Bittner, Redaktion: nachtmagazin, Produktion: rbb, tagesschau.de, Inhaltsangabe, (Memento vom 8. Dezember 2010 im Internet Archive).